# Baltazar Valencia
Baltazar Valencia fue un político peruano. 
Fue elegido diputado por la provincia de Cusco entre 1876 y 1879 durante el gobierno de Mariano Ignacio Prado y reelecto en 1879 durante el gobierno de Nicolás de Piérola y la guerra con Chile.  